# Одисе Паскали
Одисе Паскали (на албански: Odhise Paskali) е албански скулптор.

## Биография
Роден е на 22 декември 1903 година в Кожани, тогава в Османската империя. Следва литература и философия в Торино, а след това и история на изкуството. Започва да се занимава със скулптура още в Италия. Установява се в Тирана и е смятан за един от основателите на албанската скулптура. Посвещава живота си на развитието на изкуството в Албания. Негови творби в сферата на монументаната скулптура са разположни на главните площади на серия големи градове в Албания. Носител е на множество престижни награди.
Паскали е автор на паметника на Скендербег в центъра на Тирана. Изработва го в 1968 година по случай 500 години от смъртта на Скендербег.
Освен скулптор, Паскали е есеист, преводач и академик. Поставя основите на монументалната скулптура в Албания.